# Bayan-Öndör (Bayankhongor)
Le sum de  Bayan-Öndör (mongol : ᠪᠠᠶ᠋ᠠᠨ ᠥᠨᠳᠦᠷ
ᠰᠤᠮᠤ, cyrillique : Баян-Өндөр сум, MNS : Bayan-Öndör sum) est situé dans l'aimag (ligue) de Bayankhongor, en Mongolie.